# Maulana Dżami

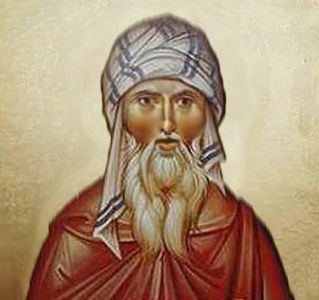
Maulana Dżami, portet z XVI w.

Dżami, Nuraddin Dżami, właśc. Nur ad-Din Abd ar-Rahman Dżami (perski: نورالدین عبدالرحمن جامی; ur. 18 sierpnia 1414, zm. 19 listopada 1492) – perski mistyk, poeta, historyk, uczony i teolog, żyjący w Heracie (dzisiejszy Afganistan).
Autor poematu dydaktycznego Baharestan („ogród wiosenny”) oraz innych utworów poetyckich, filozoficznych i teologicznych. Tworzył dywany wierszy. Jego twórczość wywarła wpływ na literaturę Turcji i Azji Środkowej.